# Watermolen op Grotenbroek
De Watermolen op Grotenbroek was een watermolen in de tot de Oost-Vlaamse gemeente Brakel gelegen plaats Opbrakel, gelegen aan de Pieter Hoelmanstraat 15.
Deze watermolen op de Molenbeek van het type bovenslagmolen fungeerde als korenmolen.

## Geschiedenis
In 1571 was er voor het eerst sprake van een watermolen op deze plaats, die eigendom was van de heren van Opbrakel. In 1794 werd de bezittingen van de heerlijkheid, inclusief de watermolen, openbaar verkocht. In 1804 werd de watermolen, samen met een windmolen en nog enkele andere propriëteyten van het oud kasteel, opnieuw publiek verkocht.
In 1891 werd een stoommachine geplaatst en in 1901 werd ook een brouwerij begonnen. Aan alle bedrijvigheid kwam in 1947 een einde. In 1955 werd het bovenslagrad verwijderd. De schoorsteen werd in 1967 gesloopt en de molenvijver slibde geleidelijk dicht.
Het molenhuis raakte in verval. De maalinrichting is echter nog grotendeels aanwezig.
Ook is er nog de molenaarswoning en een bedrijfsgebouw waarin de brouwerij was gevestigd.
- Inventaris van het Bouwkundig Erfgoed (Vlaanderen): 74008